# Borki (Szydłowiec)
Pour les articles homonymes, voir Borki.
Borki [ˈbɔrki] est un village polonais de la gmina de Chlewiska, du powiat de Szydłowiec et dans la voïvodie de Mazovie dans le centre-est de la Pologne.
Sa population compte 77 habitants.